# Nops coccineus
Nops coccineus är en spindelart som beskrevs av Simon 1891. Nops coccineus ingår i släktet Nops och familjen Caponiidae. Inga underarter finns listade i Catalogue of Life.